# Festivalul Internațional de Film de la Roma
Festivalul Internațional de Film de la Roma este un festival de film care are loc la Roma, Italia, în luna octombrie. Numele complet propriu în limba italiană este Festa del Cinema di Roma. 
Chiar dacă este un festival relativ tânăr, a fost fondat în 2006, importanța orașului gazdă, precum și investiția economică puternică au făcut ca Festivalul Internațional de Film de la Roma să fie printre cele mai importante festivaluri de film din lume, cu o acoperire mass-media imensă și cu artiști invitați de renume mondial. 
De altfel, împreună cu festivalul, în Via Veneto este înființată o piață de filme denumită Business Street, binecunoscută datorită filmului clasic La dolce vita (1960). 

### Câștigători

#### Cel mai bun film
- 2006: Playing the Victim de Kirill Serebrennikov
- 2007: Juno de Jason Reitman
- 2008: Opium War de Siddiq Barmak
- 2009: Broderskab de Nicolo Donato
- 2010: Kill Me Please de Olias Barco
- 2011: Un cuento chino de Sebastián Borensztein
- 2012: Marfa Girl de Larry Clark
- 2013: Tir de Alberto Fasulo

#### Cel mai bun actor
- 2006: Giorgio Colangeli (in Salty Air)
- 2007: Rade Šerbedžija (in Fugitive Pieces)
- 2008: Bohdan Stupka (in Serce na dloni)
- 2009: Sergio Castellitto (in Alza la testa)
- 2010: Toni Servillo (in Una vita tranquilla)
- 2011: Guillaume Canet (in Une vie meilleure)
- 2012: Jeremie Elkaim (in Hand in the Hand)
- 2013: Matthew McConaughey (in Dallas Buyers Club)

#### Cea mai bună actriță
- 2006: Ariane Ascaride (in Le voyage en Arménie)
- 2007: Jiang Wenli (in And the Spring Comes)
- 2008: Donatella Finocchiaro (in Galantuomini)
- 2009: Helen Mirren (in The Last Station)
- 2010: All of the actresses in Las buenas hierbas
- 2011: Noomi Rapace in Babycall
- 2012: Isabella Ferrari in And They Call It Summer
- 2013: Scarlett Johansson in Her

#### Premiul special al juriului
- 2006: This Is England by Shane Meadows
- 2010: Poll by Chris Kraus
- 2011: The Eye of the Storm by Fred Schepisi
- 2011: Circumstance by Maryam Keshavarz
- 2012: Alì ha gli occhi azzurri by Claudio Giovannesi
- 2013: Quod Erat Demonstrandum by Andrei Gruzsniczk

#### Premiul pentru actorie IMAIE
- 2006: Sean Connery
- 2007: Sophia Loren
- 2008: Clint Eastwood
- 2009: Meryl Streep
- 2010: Julianne Moore
- 2011: Richard Gere